# Важнин, Виталий Александрович
Виталий Александрович Важнин — заслуженный тренер России, мастер спорта международного класса в конькобежном спорте.

## Биография
Виталий Важнин начал свою карьеру в 1982 году. Его первым тренером был Юрий Хныкин. Он становился серебряным призером первенства СССР среди молодежи, получал серебряную медаль на Кубке России в 2000 году, был серебряным призером европейского турнира «Турне трех катков». Первый тренер призера Олимпийских игр — спортсмена Ивана Скобрева. Специалисты отмечают, что в успехах Ивана Скобрева во многом заслуга его тренера, Виталия Важнина, благодаря которому тот оказался в большом спорте. Виталий Важнин в общении с журналистами говорил, что всегда верил в своего воспитанника, который занимался с воодушевлением и отличался целеустремленностью. Виталий Важнин тренировал Ивана Скобрева с 1997 по 2001 год и заявлял, что уже спустя год занятий Иван Скобрев стал настоящим фанатом занятий на льду, и заставлять его тренироваться было не нужно, он сам проявлял инициативу.
Иван Скобрев мог выбрать занятия волейболом, но благодаря достижению высоких результатов под руководством своего тренера Виталия Важнина, он предпочел заниматься конькобежным спортом. Тренер остался присматривать за спортсменом, когда тому было пятнадцать лет — его семья переехала жить в США.
Виталий Важнин стал одним из 9 судей Хабаровского края, которые были отобраны для участия в XXII Олимпийских зимних играх и XI Паралимпийских зимних играх 2014 года в Сочи. Тренер вместе со своим воспитанником Иваном Скобревым представляли Хабаровск.
Виталий Важнин стал первым тренером Ильи Смирнова, у которого спортсмен стал тренироваться с 12 лет. Тренер говорил, что его воспитанник немного отличается от других ребят, но тренер постепенно нашел к нему подход, и это позволило спортсмену развиваться и показывать достойные результаты. Благодаря правильному настрою ученик Виталия Важнина смог в 2015 году выиграть медаль первенства России. Илья Смирнов в своих интервью отмечал, что к этому результату они долго и тяжело шли вместе с тренером.